# ماريون روبر
ماريون روبر (بالإنجليزية: Marion Roper)‏ هي غطاسة أمريكية، ولدت في 15 سبتمبر 1910 في شيكاغو في الولايات المتحدة، وتوفيت في 10 فبراير 1991 في فينتورا في الولايات المتحدة.

## وصلات خارجية
- ماريون روبر على موقع اللجنة الأولمبية الدولية (الإنجليزية)
- ماريون روبر على موقع أوليمبيديا (الإنجليزية)